# Hilidanayao
Hilidanayao is een bestuurslaag in het regentschap Nias Selatan van de provincie Noord-Sumatra, Indonesië. Hilidanayao telt 939 inwoners (volkstelling 2010).